# 三好和夫
三好 和夫（みよし かずお、1914年10月25日 - 2004年11月9日）は、医学者、医師。専門は神経筋疾患学・血液学。

## 経歴
1914年、東京生まれ。東京大学医学部で血液学を研究した。
1954年3月、第五福竜丸操業中に被爆（ビキニ事件）した乗組員の診察と治療にあたった。その後、東大付属病院（現：東京大学医学部附属病院）と米軍医団共同の原子爆弾影響合同調査団に参加。1955年4月1日、京都市で開かれた第14回日本医学会総会において、熊取敏之（国立東京第一病院）とともに「ビキニ放射能の臨床的、血液学的観察」と題して発表した。「久保山愛吉さんの死因は単なる肝臓障害ではなく、死の灰によって致死量以上の放射線を受けたため」と、アメリカ合衆国側の見解に反論した。また、ビキニ事件に遭った「ほかの船舶の乗組員の調査も必要だ」と主張していた。
徳島大学医学部附属病院に移る。1967年、常染色体劣性遠位型筋ジストロフィーについて報告した。1980年より医学部長を務め、退任後は徳島大学名誉教授となった。学界では、日本電気泳動学会会長をつとめた。2004年11月9日、肺炎のため死去。

## 受賞・栄典
- 1985年：武田医学賞を受賞。
- 1985年：勲二等瑞宝章を受章[7]。